# Билд
„Билд“ (на немски: Bild – картина, образ, изображение) е най-разпространеният германски илюстриран ежедневен вестник-таблоид.
Основан е в Хамбург от издателя Аксел Шпрингер (Axel Springer) на 24 юни 1952 г., когато излиза в 4 страници с тираж от 455 000 броя. Редакцията на вестника се премества в Берлин през март 2008 г.
Стилът на вестника е създаден по модела на битанската „булевардна преса“, с която Шпрингер се запознава в Хамбург по време на престоя там на британските окупационни сили след Втората световна война. Наричан е „булеварден“ и е ярък представител на германската жълта преса.
Чете се от около 12,1 милиона души на ден (без читателите на електронното издание) през второто тримесечие на 2013 г. Вестникът се продава във всички будки и магазини на Германия.

## Галерия
- Издателство Axel Springer в Хамбург с бившата редакция на „Билд“ (1952 – 2008)
- Издателство Axel Springer в Берлин с новата редакция на „Билд“ от 2008 г.